# Привремена народна скупштина ДФЈ
Привремена народна скупштина била је највише представничко и законодавно тело у Демократској Федеративној Југославији, од 10. августа до 29. новембра 1945. године. Била је део привремених институција које су према споразумима Тито—Шубашић објединиле рад институција Краљевине Југославије (Народна скупштина и Влада) и институција Народноослободилачког покрета (АВНОЈ и НКОЈ) и управљале Југославијом у њеном прелазном периоду од унитарне монархије до федералне републике.
Привремена народна скупштина формирана је на Трећем заседању АВНОЈ-а, одржаном у Београду од 7. до 10. августа, а била је састављена од већника АВНОЈ, дела народних посланика Народне скупштине Краљевине Југославије, изабраних на изборима 11. децембра 1938, који се нису компромитовали током рата, као и представника грађанских политичких странака и угледних појединаца. Заседање Привремене скупштине трајало је од 10. до 26. августа 1945, када је донела неколико изборних закона и расписала изборе за Уставотворну скупштину, који су одржани 11. новембра 1945. године. Привремена народна скупштина распуштена је 26. октобра 1945. одлуком њеног Председништва.
Заседање Привремене народне скупштине одржано је у Београду у згради Народне скупштине Краљевине Југославије. 

## Историјат

### Разлози формирања
У току Другог светског рата у Југославији, краљ Петар II и Влада Краљевине Југославије налазили су се у егзилу у Лондону. За то време у окупираној земљи трајао је сукоб између Југословенске војске у отаџбини (четници), која је била под командом Владе у егзилу и Народноослободилачке војске Југославије (партизани), револуционарне снаге под руководством Комунистичке партије Југославије. Партизани су новембра 1942. формирали Антифашистичко веће народног ослобођења (АВНОЈ), који је био највише представничко тело Народноослободилачког покрета и револуционарна скупштина, која је на свом Другом заседању, 29. новембра 1943. донела одлуке да се Нова Југославија изгради на федералном принципу са републиканским уређењем, док је краљу забрањен повратак у земљу. Истовремено формиран је Национални комитет ослобођења (НКОЈ), који је представљао револуционарну владу у земљи. Средином 1943. партизани су почели да добијају подршку западних Савезника, док су четници почели да је губе, због сарадње са окупаторским снагама. Под притиском Савезника, половином 1944. започели су преговори између вође Народноослободилачког покрета Јосипа Броза Тита и председника Краљевске владе Ивана Шубашића, а на основу споразума од 16. јуна 1944. Краљевска влада је прихватила одлуке АВНОЈ и признала легитимитет органа које је основао АВНОЈ, док је питање опстанка монархије остављено је за после рата.
Ослобођењем већег дела земље, које су у јесен 1944. извршиле јединице НОВЈ, уз помоћ Црвене армије, настављени су преговори Тита и Шубашића, током којих је постигнут договор да се уместо две владе (у егзилу и у земљи) формира заједничка Влада, која би после рата расписала изборе за скупштину, а која би након тога донела одлуку о даљем државном уређењу. Споразумом потписаним 7. децембра 1944. договорено је да краљ Петар  остане титуларни владар, али да се у земљи формира Намесништво, које ће представљати краља у Југославији. Након првобитног негодовања и покушаја смене Шубашића, краљ Петар II је прихватио потписани споразум и 29. јануара 1945. потписао Указ којим је краљевску власт пренео на Намесништво (Регентски савет), до решења Уставотворне скупштине о коначном уређењу земље. После дужих преговора око избора чланова, Намесништво је формирано краљевским указом од 2. марта 1945. године. Намесништво је 7. марта 1945. донело свој једини званичном акт када је именовало Привремену владу Југославије, у складу са споразумом Тито—Шубашић.

### Формирање скупштине
У складу са одлукама донетим на конференцији савезничких вођа, одржаној од 4. до 11. фебруара 1945. у Јалти, донета је одлука о формирању Привремене народне скуптшине, која би објединила Народну скупштину Краљевине Југославије и Антифашистичко веће народног ослобођења Југославије и као прелазна установа донела политичко законодавство и припремила изборе за Уставотворну скупштину. Како је Народна скупштина Краљевине Југославије, која је изабрана на изборима одржаним 11. децембра 1938, распуштена доношењем Споразума Цветковић—Мачек 25. августа 1939. одлучено је да се у нову прелазну народну скупштину именују само народни посланици, који се у току окупације нису компромитовали сарадњом са окупатором. Како је приличан број народних посланика у току рата остварио колаборацију с окупаторима и квислинзима, одлучено је да поред посланика, за чланове АВНОЈ предложе и истакнути јавни радници, политичари, научници и др. Договором постигнутим између представника АВНОЈ и грађанских политичких партија, на Трећем заседању АВНОЈ-а одржаном у Београду, од 7. до 10. августа 1945. АВНОЈ је допуњен са — 36 народних посланика Народне скупштине изабраних 1938, 69 представницика разних политичких странака и 13 истакнутих појединаца из друштвеног и политичког живота.
Посланици Народне скупштине из 1938. који су изабрани августа 1945. за чланове АВНОЈ, односно Привремене народне скупштине били су — Риста Аранђеловић, Стаменко Стошић, Милорад Влајковић, Миливоје Илић, Божидар Спасовић, Радован Јевтић, Светолик Станковић, Ђорђе Раденковић, Антун Бабић, Томо Војковић, Андрија Папа, Иван Шубашић, Нико Ћипико, Иван Сигурњак, Симеон Крунић, Фрањо Борић, Карло Жуњевић, Грга Хећимовић, Андрија Павлић, Никола Срдовић, Дане Милетић, Винко Микулчић, Франц Сној, Јурај Коце, Иван Штрцин, Бранко Чубриловић, Јурај Шутеј, Душан Милошевић, Трипко Жугић, Димитрије Беширов, Данило Ђуровић, Сима Андонов, Михаило Костев, Дионисије Продановић, Ђуро Станковић и Јосип Вуковић.
Представници грађанских политичких странака који су августа 1945. изабрани за чланове АВНОЈ, односно Привремене народне скупштине били су — Милан Грол, Славко Дуканац, Радмило Стојиљковић, Никола Ђоновић, Драгутин Ранковић, Миладин Јаковљевић, Димитрије Чичевић, Илија Стојановић, Петроније Поповић, Драгић Јоксимовић, Љубомир Трандафиловић, Јован Јовановић и Јован Боровић из Демократске странке; Косан Павловић Брђански, Милош Московљевић, Мита Станисављевић, Јефто Павић, Милан С. Поповић, Добросав Томашевић, Радмило Митровић, Коста Костић, Мато Русковић, Спасоје Димитријевић, Часлав Спасић и Милојко Ћирић из Савеза земљорадника; Дане Шкарица, Богомир Брајковић, Анте Мартиновић, Јерко Златарић, Мартин Сучић, Божо Барбарић, Јоза Миливојевић, Иван Рехоровић, Имро Филаковић, Паво Поцрнић, Фрањо Гажи, Иван Бандић и Иван Штефанац из Хрватске сељачке странке; Сава Косановић, Хинко Кризман, Никола Цветојевић, Дуда Бошковић, Симо Ерор, Рајко Поп Кокановић, Милош Дивић, Станко Хајдуковић, Јурај Гашпарац, Милан Радека и Александар Жиж из Самосталне демократске странке; Јаша Продановић, Алекса Томић, Владимир Симић, Драгољуб Илић, Виктор Новак, Витомир Јефтић, Радмила Манојловић, Миладин Урошевић, Душан Поповић, Живојн Јоцић и Младен Трифуновић из Републиканске странке; Драгољуб Јовановић, Радомир Тодоровић, Нинко Петровић, Светислав Живковић, Драгољуб Продановић, Живота Ђермановић, Александар Марковић и Слободан Ивановић из Народне сељачке странке и Недељко Дивац из Социјалдемократске партије.
Истакнути појединци, који су августа 1945. изабрани за чланове АВНОЈ, односно Привремене народне скупштине били су — Драго Марушич, Стеван Јаковљевић, Владимир Туцовић, Милош Царевић, Александар Белић, Ђуро Салај, Лазар Стефановић, Душан Васиљевић, Заим Шарац, Божин Симић, Станоје Симић, Триша Кацлеровић и Васо Чубриловић.

### Рад скупштине
Након што је Треће заседање АВНОЈ-а, на основу донете резолуције 10. августа 1945. продужило рад као Привремена народна скупштина ДФЈ, она је одобрила одлуку Главног народноослободилачког одбора Војводине о укључењу Војводине у федералну јединицу Србије и донела резолуцију о одавању признања Југословенској армији за пуну победу над непријатељем. Поводом изјаве краља Петра II о опозивању именованих намесника, донете 8. августа 1945, Привремена народна скупштина донела је закључак да до одлуке Уставотворне скупштине намесници остају као једини носиоци краљевске власти. Изгласан је и текст Резолуције о територијалним правима Југославије на оне области које су после Првог светског рата прикључене Италији.
Привремена народна скупштина имала је задатак да, осим закона који су у непосредној вези са изборима и конституисањем Уставотворне скупштине, донесе низ закона који су допринели нормализовању унутрашњег живота и учвршћивању народне власти и  друштвено-економској обнови земље. Поред Закона о Уставотворној скупштини, донесени су и следећи прописи — Закон о бирачким списковима, Закон о допуни Закона о замени окупационих новчаница, Закон о избору народних посланика, Закон о аграрној реформи и колонизацији, Закон о држављанству, Закон о штампи, Закон о устројству и надлежности војних судова, Закон о удружењима, зборовима и другим јавним састанцима, Закон о кривичним делима против народа и државе и Закон о уређењу народних судова. Скупштина је такође ратификовала Повељу Уједињених нација и Статут Суда међународне правде.